# Rostock-Lichtenhagen järnvägsstation
Rostock-Lichtenhagen järnvägsstation är en järnvägsstation i Rostock. Samtliga tre linjer i Rostocks pendeltågsnät trafikerar stationen. 